# Adolf Kunstwadl
Adolf Kunstwadl (München, 1940. február 8. – 2016. november 12.) német labdarúgó, hátvéd.

## Pályafutása
Az SV 1880 Münchenben, majd az FC Hansa Neuhausenben kezdte a labdarúgást. 1956-ban a Bayern München korosztályos csapatának a játékosa lett. 1961-ben mutatkozott be a Bayern első csapatában, ahol két nyugatnémet kupa győzelmet ért el az együttessel. Tagja volt az 1966–67-es KEK-győztes csapatnak is. 1967 és 1974 között a Wacker München labdarúgója volt. 1974-ben fejezte be az aktív labdarúgást.

## Sikerei, díjai
Bayern München
- Nyugatnémet kupa (DFB-Pokal)
  - győztes: 1966, 1967
- Kupagyőztesek Európa-kupája (KEK)
  - döntős: 1966–67